# Simon Allanson
Simon Allanson (* 2. Januar 1985 in Leeds) ist ein ehemaliger britischer Biathlet.

## Karriere

### Erfolge im Jugendbereich (2004 – 2006)
Simon Allanson dient wie fast alle britischen Biathleten bei den britischen Streitkräften. Der Lance-Bombardier (etwa vergleichbar dem Stabsgefreiten) startete für das 40 Regiment Royal Artillery und wurde von Jason Sklenar trainiert. Biathlon betreibt er seit 2001, ab 2004 als Mitglied des britischen Nationalkaders. Seine ersten internationalen Rennen bestritt er 2004 im Rahmen des Biathlon-Europacups der Junioren. 2005 erreichte er seine besten Ergebnisse als Dritter des Sprints und Zweiter der Verfolgung von Gurnigel, allerdings nahmen an diesem Europacup sehr wenige Starter teil, in der Verfolgung traten nur drei Läufer an. Bei der Junioren-Europameisterschaft 2006 in Langdorf erreichte Allanson den 63. Platz im Einzel und den 64. Platz im Sprint.

### Mäßige Leistungen im Weltcup und nationale Titelsammlung (2006 – 2012)
Allansons erstes internationales Rennen im Seniorenbereich wurde 2006 ein Sprint in Martell im Rahmen des Biathlon-Europacups, in dem der Brite 47. wurde. In Gurnigel kam er als 19. der Verfolgung bei einem erneut nicht besonders gut besetzten Europacup erstmals unter die besten zwanzig. Das Biathlon-Weltcup-Debüt folgte 2007 in Oberhof. Allanson wurde 102. im Sprint. Vergleichsweise gute Ergebnisse erreichte der Brite als 49. im Sprint und 40. der Verfolgung bei den Biathlon-Europameisterschaften 2007 in Bansko. Die Biathlon-Weltmeisterschaften 2008 in Östersund wurden seine ersten Welttitelkämpfe. Allanson kam auf den 101. Rang im Sprint und erreichte Platz 97 im Einzel. Mit der britischen Staffel wurde er 23. Auch 2009 nahm Allanson an den Welttitelkämpfen teil. Er belegte Platz 94 im Einzel und Rang 92 im Sprint, dies war gleichzeitig sein bestes Resultat im Weltcup. National gewann Allanson fünf Titel, wurde ebenso fünfmal Vizemeister und zweimal Dritter. 2012 trat er nach den britischen Meisterschaften vom Leistungssport zurück.

## Sonstiges
Nach seiner Karriere arbeitete Simon Allanson zunächst im Trainerstab des britischen Biathlonteams. Aktuell ist er Cheftrainer des paralympischen nordischen Nationalkaders im Vereinigten Königreich.

## Statistiken

### Biathlon-Weltcup-Platzierungen
Die Tabelle zeigt alle Platzierungen (je nach Austragungsjahr einschließlich Olympische Spiele und Weltmeisterschaften).
- 1.–3. Platz: Anzahl der Podiumsplatzierungen
- Top 10: Anzahl der Platzierungen unter den ersten zehn (einschließlich Podium)
- Punkteränge: Anzahl der Platzierungen innerhalb der Punkteränge (einschließlich Podium und Top 10)
- Starts: Anzahl gelaufener Rennen in der jeweiligen Disziplin

| Platzierung         | Einzel | Sprint | Verfolgung | Massenstart | Staffel | Gesamt |
| ------------------- | ------ | ------ | ---------- | ----------- | ------- | ------ |
| 1. Platz            |        |        |            |             |         |        |
| 2. Platz            |        |        |            |             |         |        |
| 3. Platz            |        |        |            |             |         |        |
| Top 10              |        |        |            |             |         |        |
| Punkteränge         |        |        |            |             | 11      | 11     |
| Starts              | 2      | 10     |            |             | 11      | 23     |
| Stand: Karriereende |        |        |            |             |         |        |

### Biathlon-Weltmeisterschaften
Ergebnisse bei den Weltmeisterschaften:
| Weltmeisterschaften | Weltmeisterschaften | Einzelwettbewerbe | Einzelwettbewerbe | Einzelwettbewerbe | Einzelwettbewerbe | Staffelwettbewerbe |
| Jahr                | Ort                 | Einzel            | Sprint            | Verfolgung        | Massenstart       | Herrenstaffel      |
| ------------------- | ------------------- | ----------------- | ----------------- | ----------------- | ----------------- | ------------------ |
| 2008                | Östersund           | 97.               | 101.              | –                 | –                 | 23.                |
| 2009                | Pyeongchang         | 94.               | 92.               | –                 | –                 | 25.                |
| 2011                | Chanty-Mansijsk     | –                 | 118.              | –                 | –                 | 23.                |